# Кокрофт, Джон
Сэр Джон Дуглас Кокрофт (англ. John Douglas Cockcroft; 27 мая 1897 — 18 сентября 1967) — британский физик, лауреат Нобелевской премии по физике за 1951 год «за исследовательскую работу по превращению атомных ядер с помощью искусственно ускоряемых атомных частиц», совместно с Эрнестом Уолтоном.

## Биография
Джон Кокрофт родился 27 мая 1897 года в Тодмордене, Уэст-Йоркшир, Англия; был старшим сыном владельца мельницы. В 1909—1914 годах он получил образование в грамматической школе Тодмордена, в 1914—1915 годах изучал математику в Манчестерском университете. В 1915—1918 годах, во время первой мировой войны, Кокрофт служил сигнальщиком в королевской полевой артиллерии Британии. В 1919—1920 годах он изучал электротехнику в Манчестерском технологическом колледже, одновременно был студентом и исследователем в Метрополитен Викерс Траффорд Парк. Затем он получил стипендию в Колледже Святого Иоанна в Кембриджском университете, где в июне 1924 года сдал экзамен на tripos, став вранглером. Далее Кокрофт начал исследовательскую работу в Кавендишской лаборатории под руководством Эрнеста Резерфорда и в 1928 году получил докторскую степень по математике. В 1929 году становится членом Колледжа Святого Джона.
В 1925 году Кокрофт женился на Элизабет Крабтри; в этом браке у них родилось четыре дочери и два сына.
Первое время Кокрофт работает вместе с Петром Капицей над созданием сильных магнитных полей. Начиная с 1928 года работает совместно с Эрнестом Уолтоном над ускорением протонов. Совместно с Марком Олифантом они построили генератор Кокрофта-Уолтона, в 1932 году с его помощью бомбардируют литий пучком высокоэнергетичных протонов и превращают его в гелий и другие химические элементы. Это была первая в мире успешная искусственная трансмутация химических элементов, за которую в 1951 году Кокрофту и Уолтону была вручена Нобелевская премия по физике.
С началом второй мировой войны Кокрофт занимает пост заместителя директора научных исследований в министерстве тыла и работает над радаром. В 1944 году его приписывают к канадскому проекту по атомной энергии и он становится директором Монреальской лаборатории, руководит созданием реакторов ZEEP и NRX, а также созданием лаборатории Chalk River. В 1946 году Кокрофт возвращается в Британию чтобы основать и возглавить в Харвелле учреждение по исследованиям атомной энергии (AERE), которое ведёт британскую атомную программу. 15 августа 1947 года в Харвелле был запущен первый в Западной Европе маломощный графитовый ядерный реактор GLEP. За этим в 1948 году последовал британский экспериментальный реактор Pile 0 (BEPO).
Под руководством Кокрофта AERE участвовало в программе ZETA и повлияло на дизайн реакторов и установки химического разделения на станции в Уиндскейле. Настоятельное требование Кокрофта установить в имевших высоту 120 м дымоходах обоих реакторов этой станции специальные дорогостоящие скрубберные фильтры высмеивалось как «глупость Кокрофта» и растрата денег налогоплательщиков. Всё изменилось после случившейся в 1957 году аварии в Уиндскейле, так как фильтры смогли существенно снизить выхлоп от расплавления реактора и стали обязательной практикой на последующих АЭС.
После ухода с поста директора AERE Кокрофт продолжает участвовать в атомной программе. С 1959 по 1967 год он был первым магистром колледжа Черчилля в Кембридже, также с 1961 по 1965 год был ректором Австралийского национального университета в Канберре.
Сэр Джон Дуглас Кокрофт умер 18 сентября 1967 года в Кембридже.

## Признание
В 1944 году Джон Кокрофт был посвящён в командоры британской империи, стал рыцарем в 1948 году и посвящён в рыцари-командоры Бани в 1953 году.
В 1944 году получил Медаль и премию Резерфорда. В 1951 году был удостоен Нобелевской премии по физике совместно с Эрнстом Уолтоном за исследования по трансмутации атомных ядер.
В 1959 году он становится первым мастером Колледжа Черчилля в Кембриджском Университете. Был президентом Института Физики (1954—1956), Физического общества (1960—1962) и Британской ассоциации содействия науке. Кокрофт служил канцлером Австралийского национального университета с 1961 по 1965 гг.
Премия «За мирный атом» ему присуждена в 1961 году.
В честь Кокрофта названо здание в Кембриджском университете, содержащее лекционный зал и несколько лабораторий. Также самое старое здание в Исследовательской школе физических наук и конструирования Австралийского национального университета названо в его честь.
В 1970 году Международный астрономический союз присвоил имя Джона Кокрофта кратеру на обратной стороне Луны.
В 2006 году в Великобритании при Манчестерском университете был открыт институт Кокрофта. В институте ведутся исследованиям в области ускорительной физики и ускорительных технологий.